# Edwin Ekiring
Edwin Ekiring (* 22. Dezember 1983 in Nsambya) ist ein ugandischer Badmintonspieler. 

## Karriere
Der 1,80 Meter große Ekiring wird von Simon Mugabi trainiert. Er nahm 2008 an den Olympischen Sommerspielen teil und wurde 17. im Herreneinzel. Bei den Afrikameisterschaften 2007 erkämpfte er sich Bronze im Herreneinzel. Ein Jahr später siegte er bei den Mauritius International. Vier Jahre nach seiner ersten Olympiateilnahme gehörte Ekiring bei den Olympischen Sommerspielen 2012 erneut zum ugandischen Aufgebot. Zu jener Zeit war er für den Verein BC Amersfoort aktiv. Beim olympischen Turnier wurde er 33. 2016 siegte er bei den Ivory Coast International.

## Sportliche Erfolge
| Saison | Veranstaltung           | Disziplin    | Platz | Name          |
| ------ | ----------------------- | ------------ | ----- | ------------- |
| 2007   | Afrikameisterschaft     | Herreneinzel | 3     | Edwin Ekiring |
| 2008   | Mauritius International | Herreneinzel | 1     | Edwin Ekiring |
| 2008   | Olympia                 | Herreneinzel | 17    | Edwin Ekiring |
| 2011   | Afrikaspiele            | Herreneinzel | 2     | Edwin Ekiring |